# Gnolus blinkeni
Gnolus blinkeni är en spindelart som beskrevs av Norman I. Platnick och Mohammad U. Shadab 1993. Gnolus blinkeni ingår i släktet Gnolus och familjen kaparspindlar. Inga underarter finns listade i Catalogue of Life.